# Gulfstream IV
El Gulfstream IV (o G-IV o GIV) y sus derivados son una familia de aviones birreactores, de uso principal privado o de negocios. Fueron diseñados y construidos por Gulfstream Aerospace, una compañía de General Dynamics, basada en Savannah, Georgia (Estados Unidos), de 1985 a 2018. La potencia es proporcionada por dos motores turbofán Rolls-Royce RB.183 Tay.
Con la entrega del último G450, se habían construido más de 900 unidades de GIV/GIV-SP/G450. El último G450 fue entregado el 19 de enero de 2018, después de 365 entregas en 12 años, finalizando un periodo de producción de 30 años, para ser reemplazado por el G500.

## Desarrollo

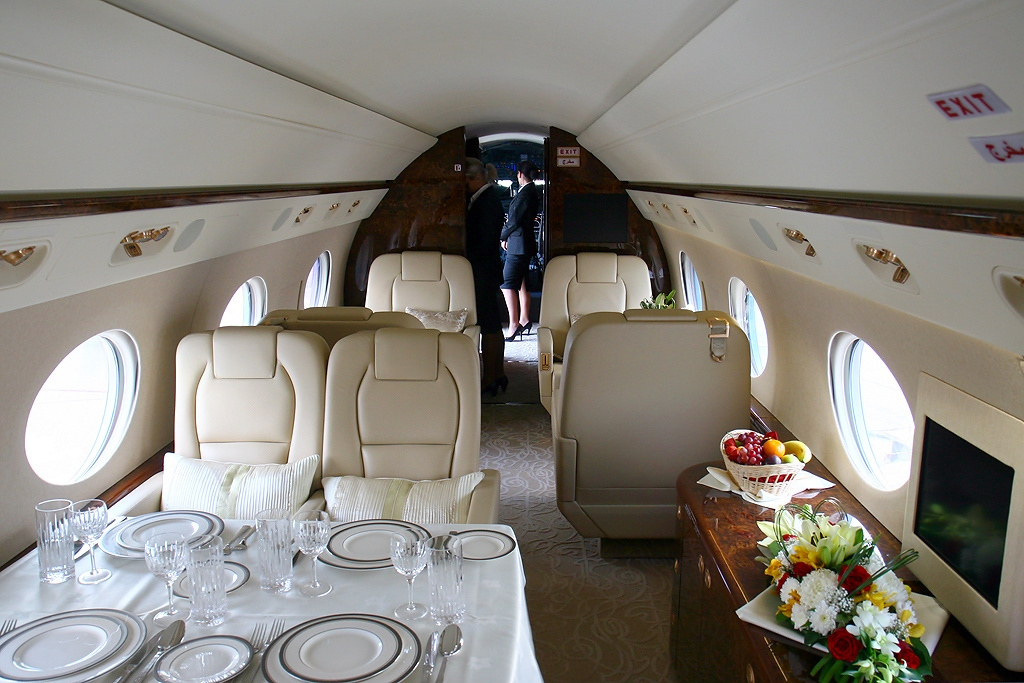
Cabina ejecutiva.

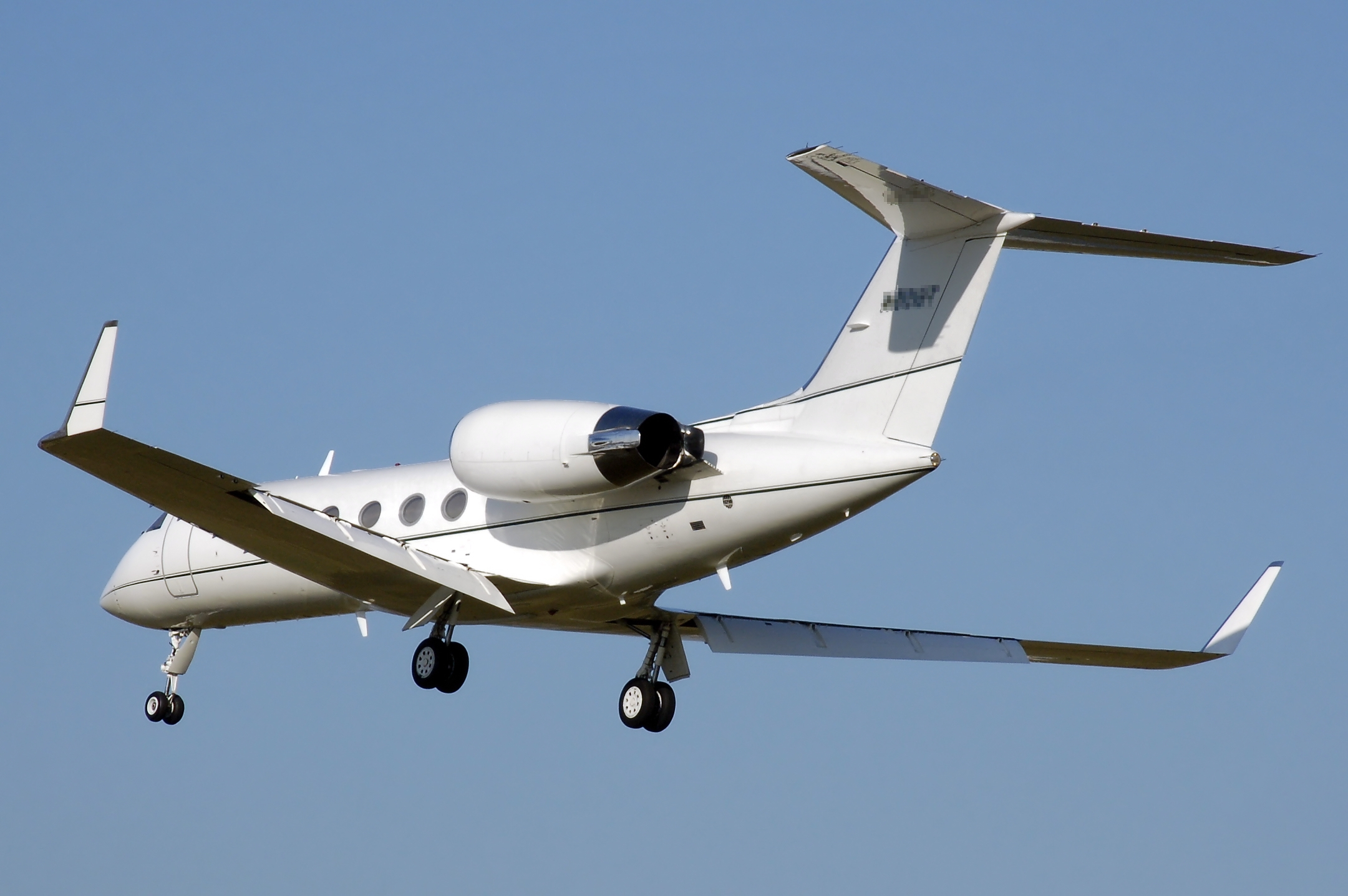
Gulfstream IV aterrizando en el Aeropuerto de Londres-Heathrow.

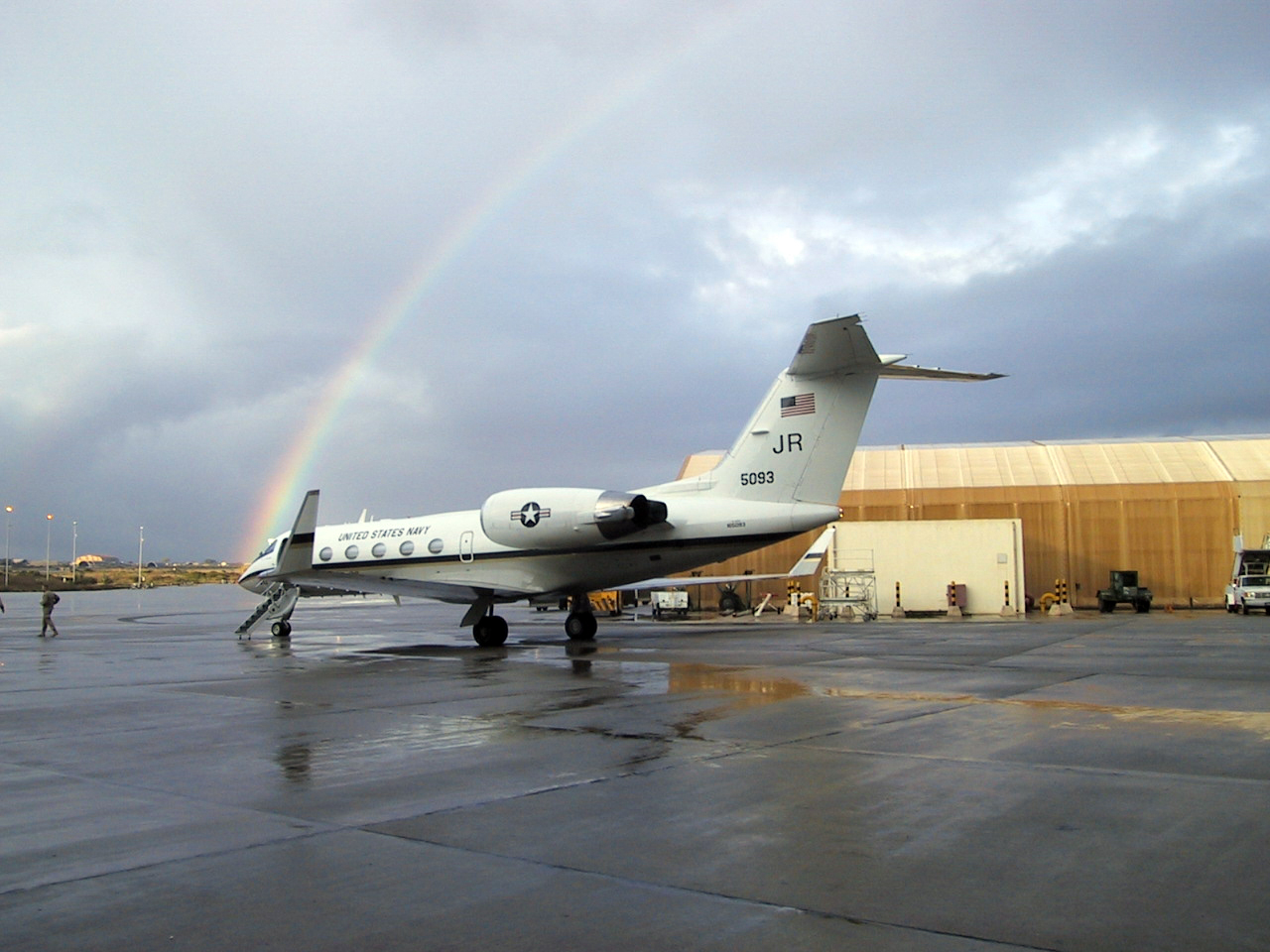
C-20G (5093) de la Armada de Estados Unidos en la Base de la Fuerza Aérea Andrews.

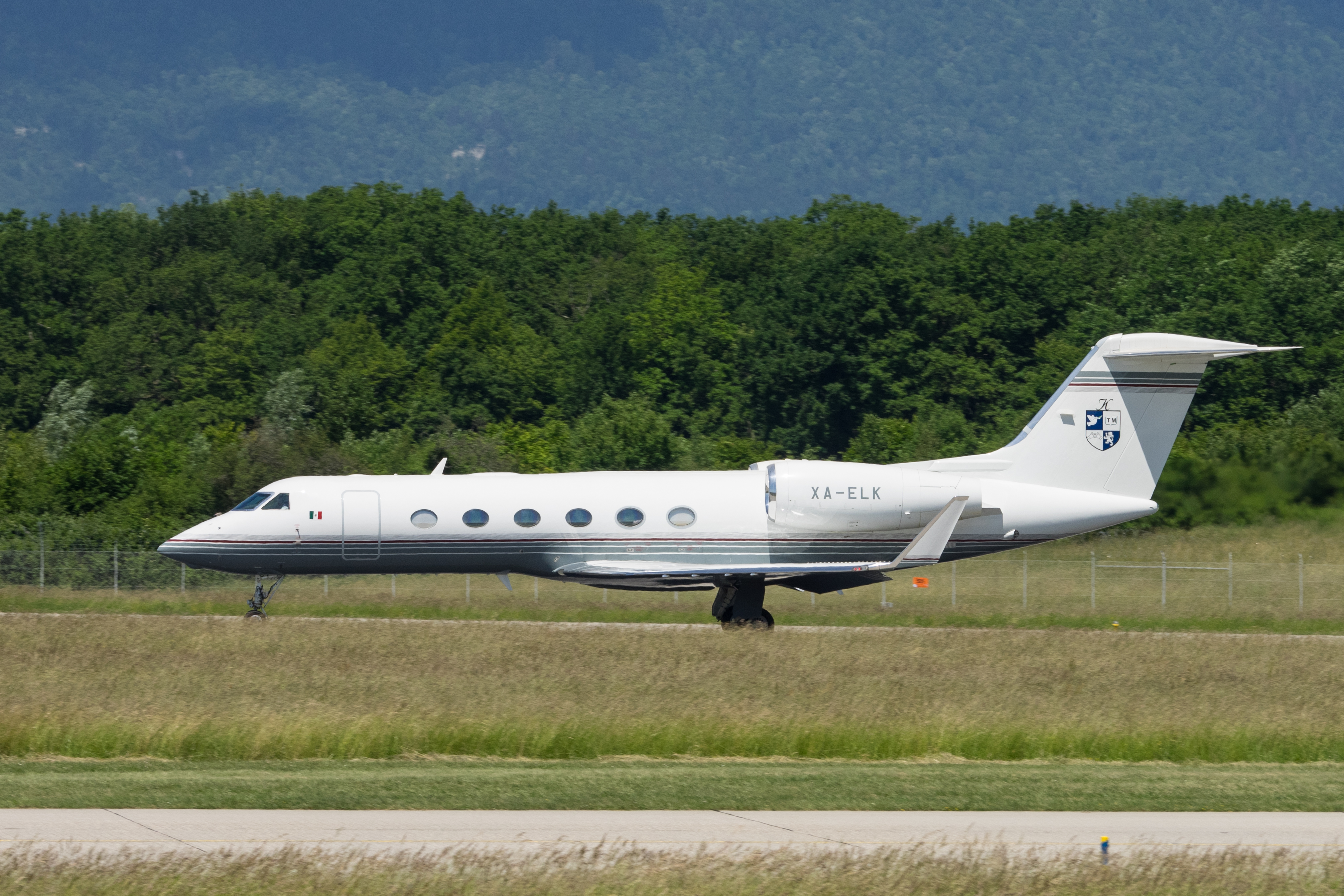
G-450 (XA-ELK) de Aerolíneas Marcos en el Aeropuerto Internacional de Ginebra.

Gulfstream, en colaboración con Grumman, comenzó los trabajos sobre el Gulfstream IV en marzo de 1983, como un derivado remotorizado y de fuselaje alargado del Gulfstream III. El primer GIV realizó su primer vuelo el 19 de septiembre de 1985. El modelo recibió la certificación de tipo de la FAA el 22 de abril de 1987. Entró en servicio con el número de serie 1000 en 1987 y fue actualizado a la versión de propósitos especiales GIV-SP a partir del número de serie 1214 en 1993. Más tarde fue redesignado como G400 a partir del número de serie 1500. En 2002 se creó una variante de alcance menor basada en el GIV, denominada G300.
En 2001, Gulfstream comenzó a trabajar en una versión mejorada del GIV-SP, designada originalmente GIV-X. Más tarde fue redesignada G450. El G450 es 30,5 cm más largo que el G400 y comparte el fuselaje delantero y la mayor cabina del G550. La producción del G450 comenzó en octubre de 2004, reemplazando al G400. El G450 posee mejores prestaciones y viene con la cabina PlaneViewcon cuatro pantallas de cristal líquido de 355 mm y presentador frontal (HUD). La versión G350 de menor alcance fue desarrollada y recibió la certificación en 2004.
En 2018, los GIV de 1990 a 1992 se vendían por 1,6-4,4 millones de dólares, los GIV-SP de 1992 a 1999 lo estaban por 1,25-5,2 millones, los G300 y G400 de 15 años estaban disponibles por 4,5-7 millones y los G450 de 2006 estaban a 9,95-23,75 millones.

## Diseño

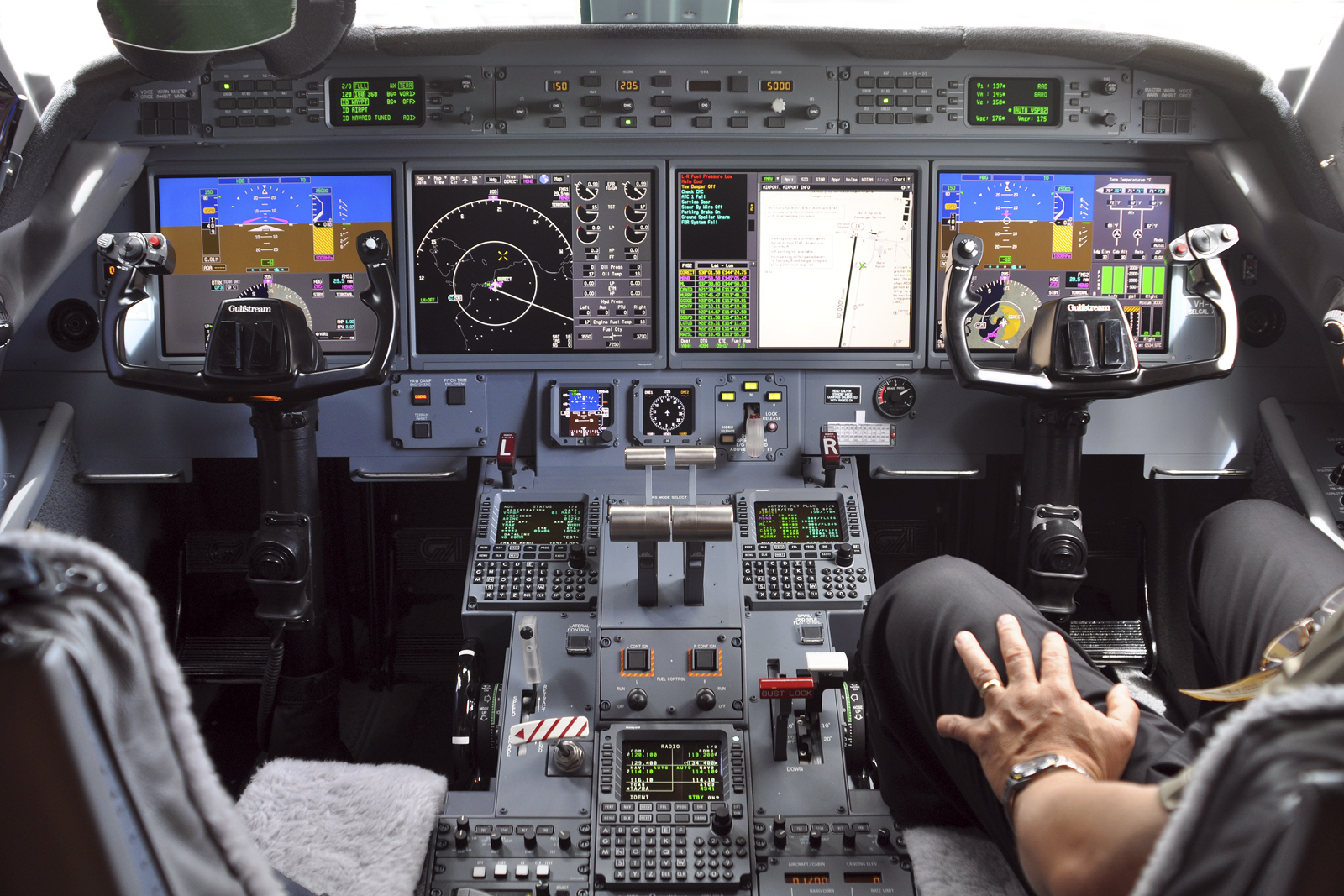
Cubierta de vuelo actualizada del G450.

Comparado con el Gulfstream III, la decisión de rediseñar la estructura del ala para reducir peso presentó la oportunidad de un rediseño aerodinámico de la misma para reducir la resistencia en crucero y aumentar el alcance. Las modificaciones del contorno del ala tuvieron que ser restringidas al 65 % delantero de la cuerda alar, por lo que no sería necesario rediseñar las superficies de control. La modificación del ala interior habría implicado un rediseño de la estructura del piso del fuselaje, por lo que esta parte del ala no fue modificada. Las modificaciones del ala exterior se realizaron buscando reducir el coeficiente de presión subcrítica pico y retrasándolo en un esfuerzo por reducir la fuerza de choque y aumentar la extensión de choque.
Con 12 420 lbs, los motores turbofán Rolls-Royce Tay proporcionaban más empuje que las 11 440 lbs del Gulfstream III. La velocidad, los niveles de ruido, las emisiones, la economía de combustible, el alcance y la capacidad de carga se mejoraron marcadamente sobre el modelo anterior.
El ala del Gulfstream IV posee un choque externo más aflechado y más débil, resultando en una resistencia de crucero menor. Otros beneficios que emanan de este diseño son un menor momento de flexión de la raíz gracias al centro de presiones más interno, una velocidad de pérdida menor debida a la limpieza y un mayor volumen de combustible provocado por la cuerda aumentada. Estas mejoras aerodinámicas resultan en un aumento del alcance de más de 300 millas náuticas. Además del rediseño del ala, el Gulfstream IV también se convirtió en el primer reactor de negocios en poseer una cabina totalmente de cristal.
El G400 posee una gran cabina, un largo alcance de 8060 km y las mismas comodidades y diseño que caracterizan a la serie G. Las altura y velocidad máximas de crucero son 45 000 pies y Mach  0,85. Los modelos anteriores estaban equipados con el Paquete de Aviónica SPZ 8000 de Honeywell. Este paquete era una opción, convirtiéndose en estándar en los modelos posteriores. El precio de segunda mano estaba por debajo de los 15 millones de dólares en 2009. Gulfstream también había considerado realizar un modelo de 24-27 asientos y 5,5 m más largo para usarlo como avión comercial.

## Historia operacional

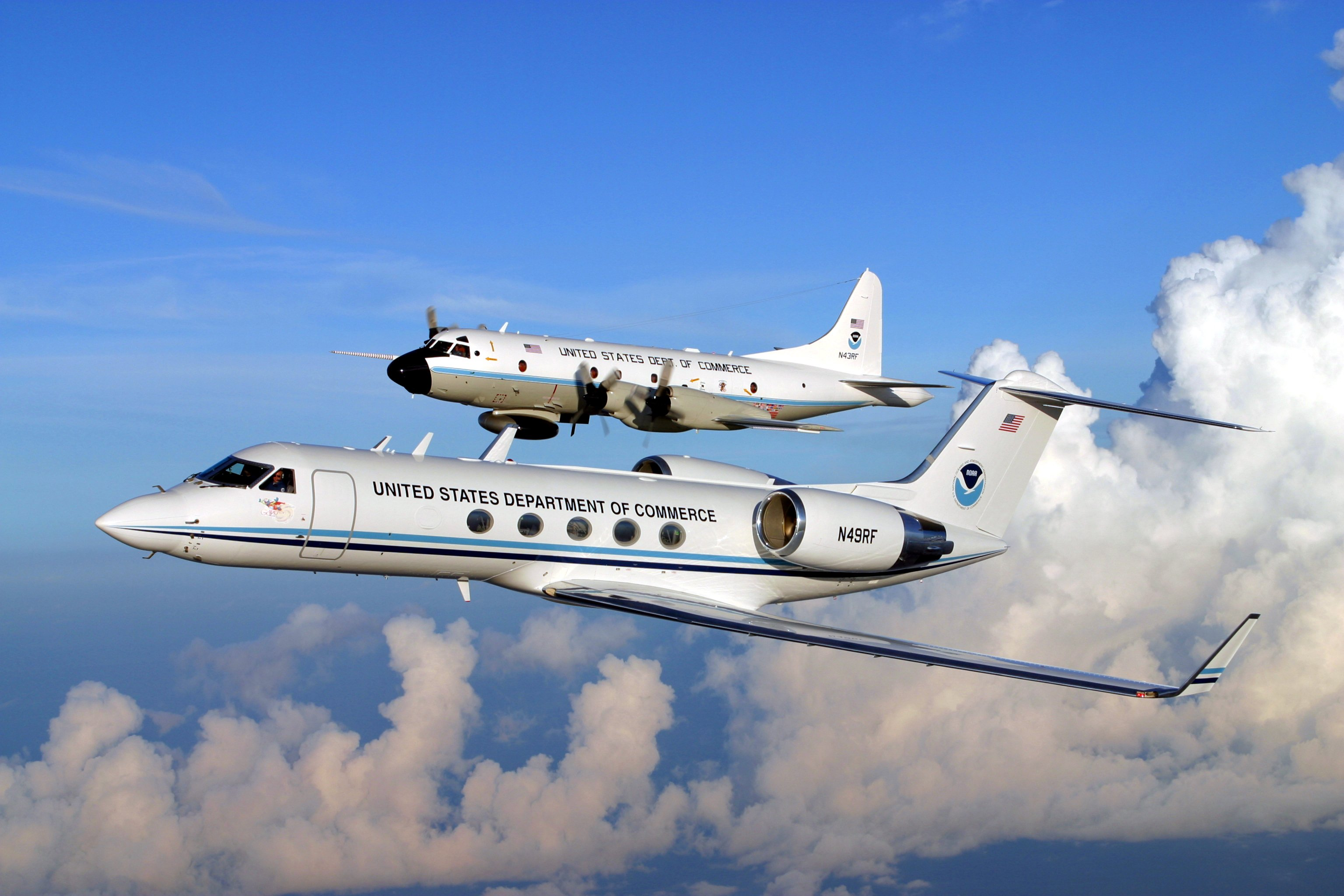
GIV y WP-3 de la NOAA.

La Oficina Nacional de Administración Oceánica y Atmosférica (NOAA) opera un GIV-SP (N49RF) modificado para transportar científicos y tripulantes a 45 000 pies alrededor de ciclones tropicales. El avión fue modificado para lanzar instrumentos llamados dropsonde (sonda de caída) que miden la velocidad del viento, la presión atmosférica, la humedad y la temperatura hasta que caen en la superficie del océano. Tomando muestras del ciclón con estas sondas sobre un recorrido de 4000 millas alrededor de la tormenta, los meteorólogos del Centro Nacional de Huracanes y la División de Investigación de Huracanes de la NOAA pueden predecir de mejor forma hacia dónde se "dirigirán" los huracanes por los vientos de los niveles superiores. También predicen las cizalladuras que incrementan o disminuyen la intensidad del huracán. El GIV-SP es adecuado para estas misiones ya que es rápido y puede volar largas distancias con un amplio espacio de cabina para la tripulación y los instrumentos. En 2009, el GIV-SP de la NOAA fue modificado con la adición de un radar Doppler de barrido lateral en el fuselaje trasero. Este radar se usa para perfilar las nubes de tormenta.
En junio de 1987, un Gulfstream IV estableció 22 plusmarcas mundiales en su clase, volando hacia el oeste alrededor del mundo en 45 h 25 min. El año siguiente, otro GIV estableció 1  plusmarcas mundiales volando hacia el este alrededor del mundo. En 1990, el CEO de Gulstream, Allen Paulson, y una tripulación de Gulfstream establecieron 35 plusmarcas internacionales para vuelos alrededor del mundo en un GIV.

## Variantes

### Militares

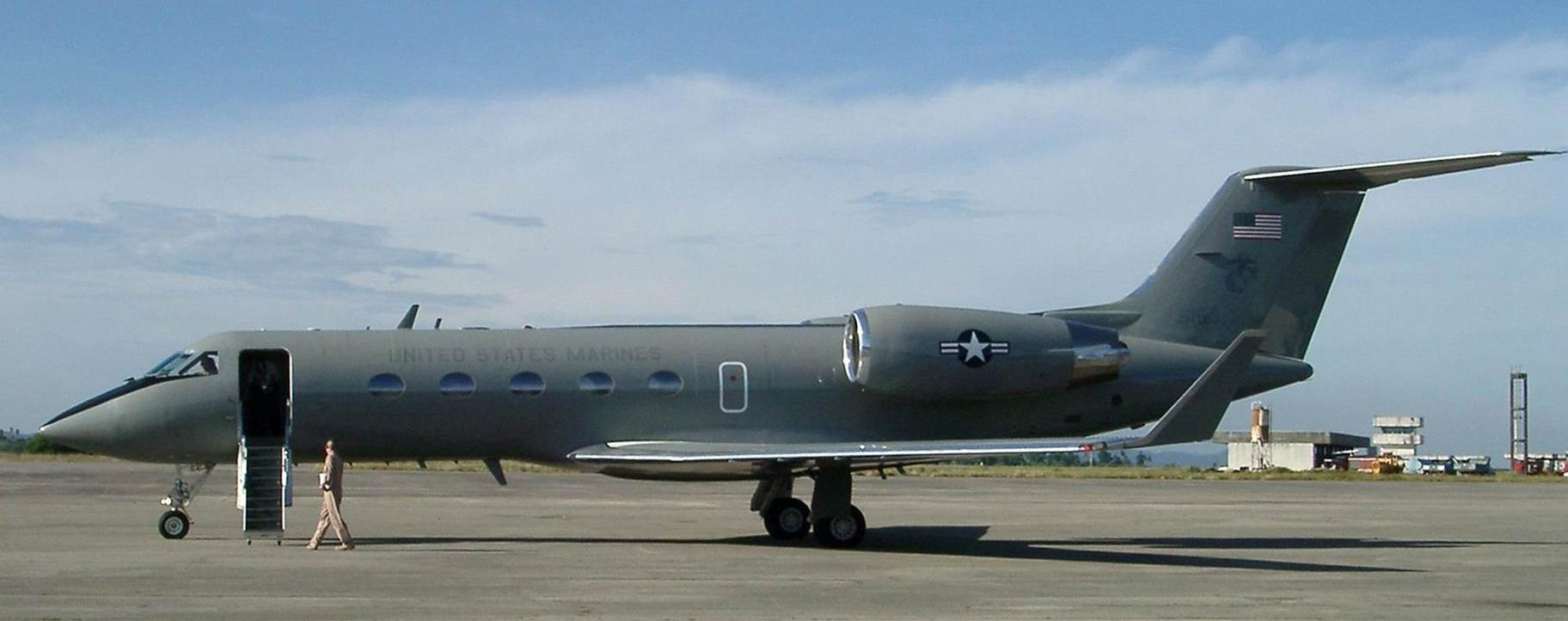
Gulfstream IV C-20G operado por la Armada de los Estados Unidos para transporte VIP en el Aeropuerto Internacional Moi.

C-20F
Gulfstream IV operado por el Ejército estadounidense en el papel de transporte de transporte ejecutivo o transporte de mandos.
C-20G
Este modelo se puede configurar para realizar operaciones de carga, operaciones con 26 pasajeros o la combinación de ambas con sus asientos desmontables. Puede ser configurado con tres plataformas de carga y sin pasajeros, dos plataformas de carga y ocho pasajeros, una plataforma de carga y catorce pasajeros o ninguna plataforma de carga y 26 pasajeros. El avión tiene cabina de mando para cuatro miembros de tripulación, una puerta de carga en el estribor de la aeronave y un piso de rodillos para acomodar la carga. El C-20G es usado por la Armada y el Cuerpo de Marines estadounidenses.
C-20H
Gulfstream IV-SP operado por la Fuerza Aérea estadounidense en el papel de transporte ejecutivo o transporte de mandos.
C-20J
Gulfstream IV-SP operado por el Ejército estadounidense en el papel de transporte ejecutivo o transporte de mandos.

### Civiles

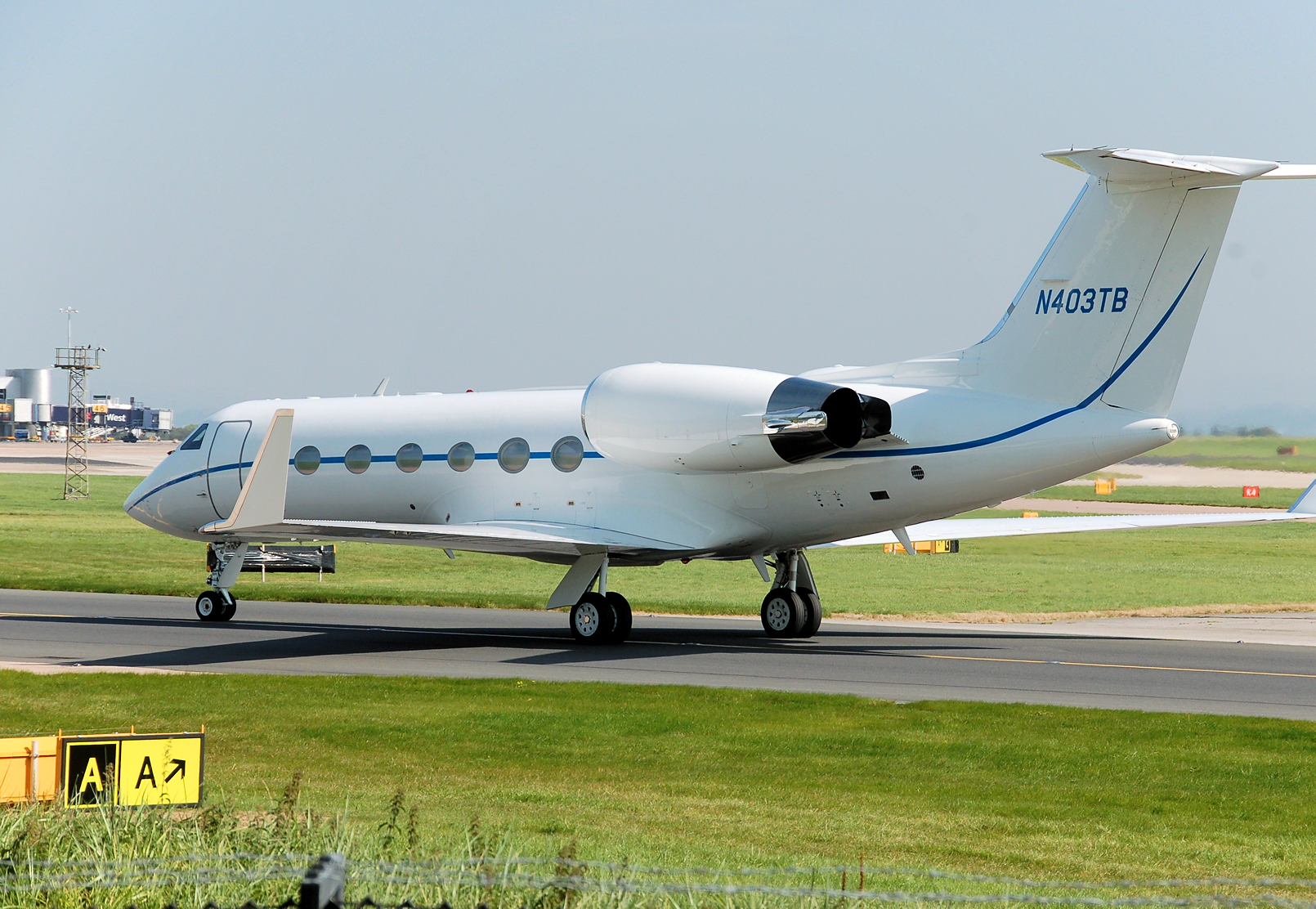
Gulfstream IV/G400 (N403TB) en el Aeropuerto de Mánchester.

Gulfstream IV/G400/Gulfstream IV-SP
Primera variante civil del Gulfstream IV.
G450
Versión mejorada del G400 que usa tecnologías del Gulfstream V G500/G550. Tiene en la cabina un "PlaneView" con 4 pantallas EFIS de Honeywell y un sistema Gulfstream diseñado para controlar el cursor. También tiene el "Enhanced Vision System" (EVS), una cámara infrarroja que muestra una imagen de la vista frontal. Un EVS permite a la aeronave aterrizar en condiciones de baja visibilidad. Otra diferencia exterior entre el Gulfstream IV y la variante G450 es la eliminación de los limpiadores del parabrisas en este último.
G350
Versión de corto alcance del G450. Tiene el mismo aspecto exterior como el G450 e incluye en la cabina un “PlaneView”, pero no tiene EVS como equipo estándar, aunque está disponible como opción.

## Operadores

### Civiles
Cualquier persona o empresa con suficiente dinero y ciertos requisitos puede operar un Gulfstream IV y/o sus variantes civiles.

### Militares y gubernamentales
Arabia Saudita

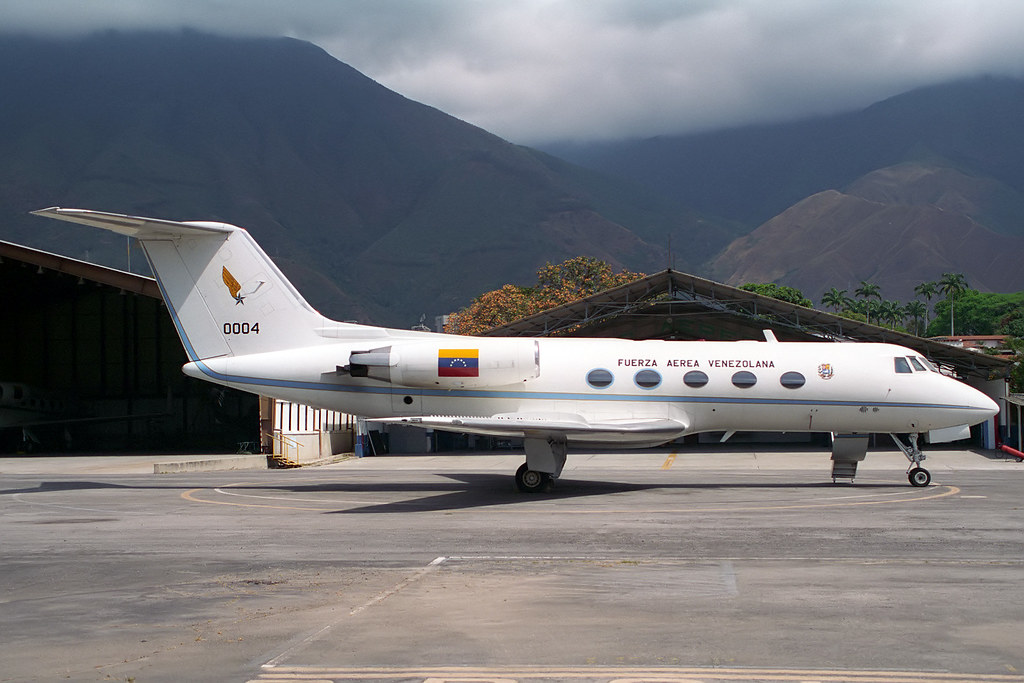
Gulfstream IV de la Fuerza Aérea Venezolana.

- Fuerza Aérea de los Emiratos Árabes Unidos

 Botsuana
- Fuerza Aérea de Botsuana: opera un Gulfstream IV para transporte VIP.

 Brunéi
- Sultán de Brunéi: opera un Gulfstream IV.

 Chile
- Fuerza Aérea de Chile: opera 4 Gulfstream IV para transporte VIP.

 Costa de Marfil
- Fuerza Aérea de Costa de Marfil

 Egipto
- Fuerza Aérea Egipcia: opera 4 Gulfstream IV para transporte ejecutivo y transporte de tropas o mandos.

 Estados Unidos
- USAF: opera la variante C-20H.
- Armada estadounidense: opera la variante C-20G.
- Cuerpo de Marines de los Estados Unidos: opera la variante C-20G.
- NOAA: opera un Gulfstream IV modificado para operaciones especiales climatológicas.
- Ejército estadounidense: opera las variantes C-20F y C-20J.

 Irlanda
- Cuerpo Aéreo Irlandés: opera Gulfstream IV en papel de reconocimiento.

 Japón

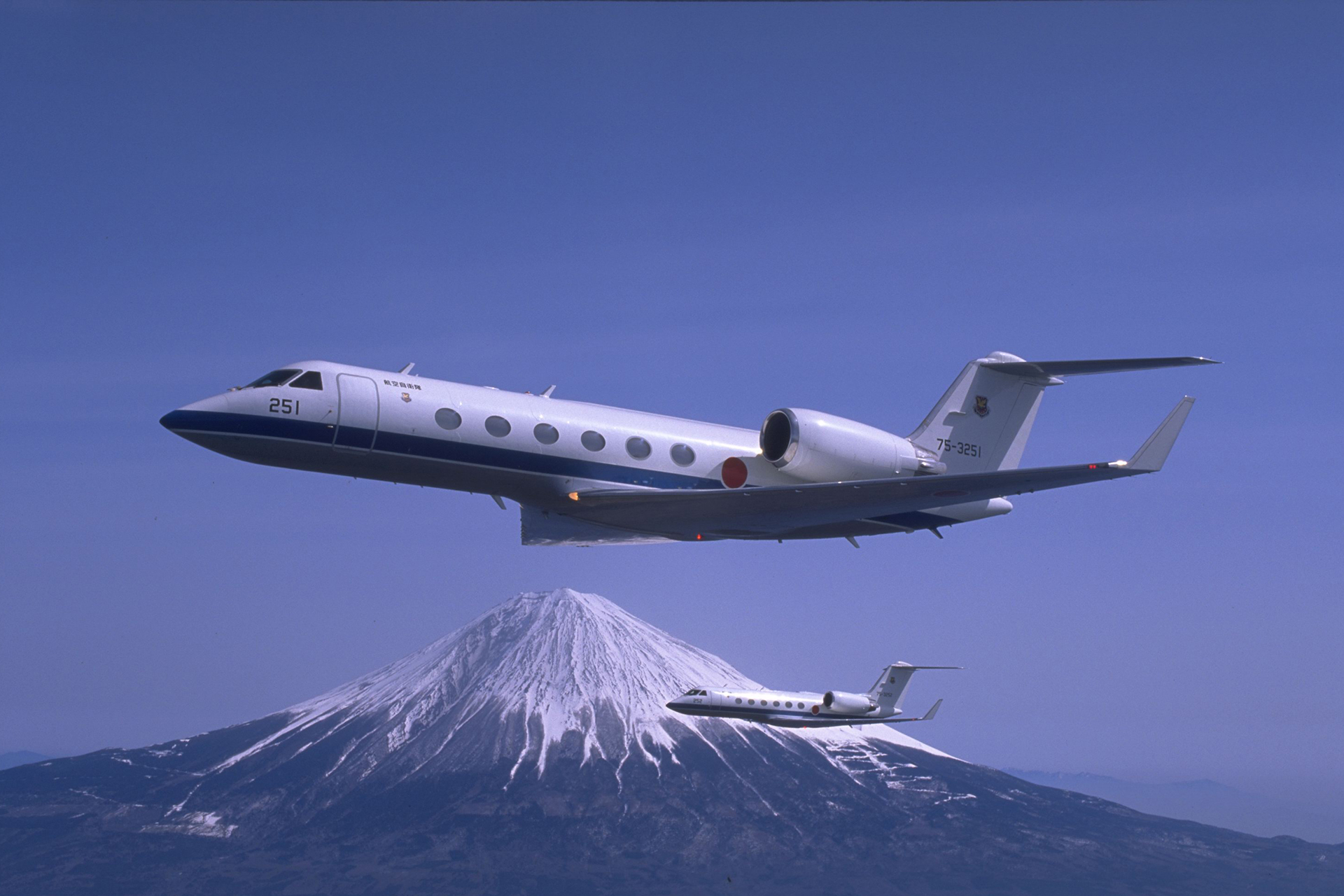
U-4 de la Fuerza Aérea de Autodefensa de Japón.

- Fuerza Aérea de Autodefensa de Japón: opera 5 Gulfstream IV modificados de forma similar a la versión C-20G, denominados U-4.

 Jordania
- Real Fuerza Aérea Jordana: opera 3 G450 para transporte VIP.

 Malasia
- Sultán de Johor: opera un Gulfstream IV.

 México
- Armada de México: opera un G450 para transporte VIP.
- Fuerza Aérea Mexicana: opera un G450 para transporte VIP.
- Guardia Nacional: opera un G450 para transporte VIP.

 Países Bajos
- Real Fuerza Aérea de los Países Bajos: opera un Gulfstream IV para transporte ejecutivo y transporte de tropas o mandos.

 Pakistán
- Fuerza Aérea de Pakistán: opera 4 Gulfstream IV-SP para transporte ejecutivo y transporte de tropas o mandos.

 Suecia
- Fuerza Aérea Sueca

 Turquía
- Fuerza Aérea Turca: opera un Gulfstream IV-SP para transporte ejecutivo y transporte de tropas o mandos.

 Uganda
- Gobierno de Uganda: compró un Gulfstream IV en diciembre de 2000 a un coste de 31 500 000 USD para los vuelos presidenciales. Se vendió en diciembre de 2009.

 Venezuela
- Fuerza Aérea Venezolana: operó un Gulfstream IV para transporte ejecutivo.

## Especificaciones

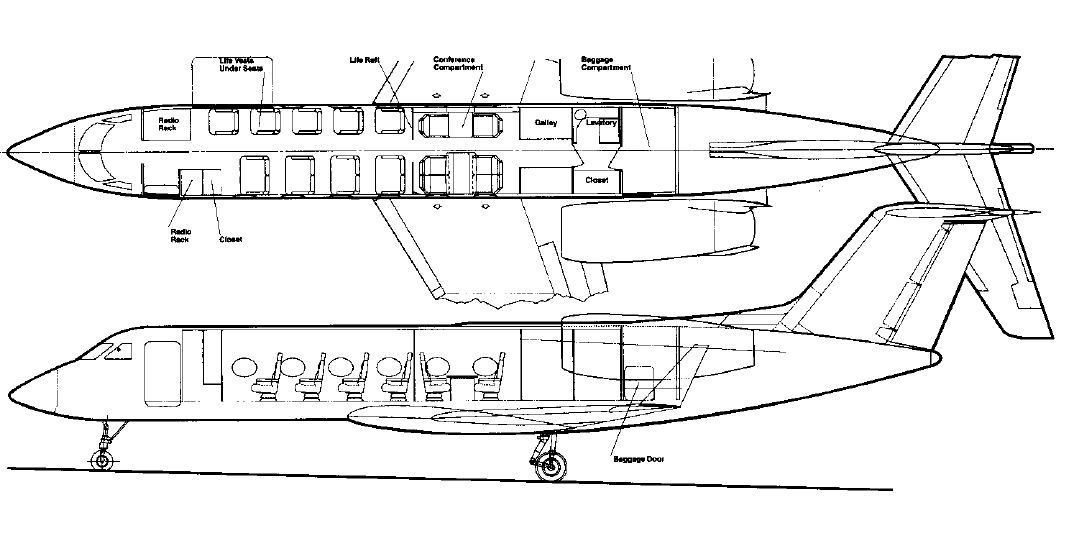
Configuración de 19 pasajeros para el Gulfstream IV.

|                         | Gulfstream IV/G400                  | Gulfstream IV-SP                    | G350                                | G400                                |
| ----------------------- | ----------------------------------- | ----------------------------------- | ----------------------------------- | ----------------------------------- |
| Tripulación             | Dos                                 | Dos                                 | Dos                                 | Dos                                 |
| Capacidad de pasajeros  | 14-19                               | 14-19                               | 12-16 típica/19 máxima              | 12-16 típica/19 máxima              |
| Longitud                | 26,9 m                              | 26,9 m                              | 27,2 m                              | 27,5 m                              |
| Envergadura             | 23,7 m                              | 23,7 m                              | 23,7 m                              | 23,7 m                              |
| Altura                  | 7,44 m                              | 7,44 m                              | 7,67 m                              | 7,67 m                              |
| Peso máximo al despegue | 33 200 kg                           | 33 800 kg                           | 32 200 kg                           | 33 500 kg                           |
| Peso vacío              | 16 100 kg                           | 16 100 kg                           | 19 400 kg                           | 19 500 kg                           |
| Velocidad de crucero    | 460 nudos (850 km/h) a gran altitud | 460 nudos (850 km/h) a gran altitud | 460 nudos (850 km/h) a gran altitud | 460 nudos (850 km/h) a gran altitud |
| Velocidad máxima        | 505 nudos (935 km/h) a gran altitud | 505 nudos (935 km/h) a gran altitud | 505 nudos (935 km/h) a gran altitud | 505 nudos (935 km/h) a gran altitud |
| Alcance                 | 4220 nmi (7820 km)                  | 4220 nmi (7820 km)                  | 3800 nmi (7040 km)                  | 4350 nmi (8060 km)                  |
| Techo de vuelo          | 45 000 pies (13 700 m)              | 45 000 pies (13 700 m)              | 45 000 pies (13 700 m)              | 45 000 pies (13 700 m)              |
| Motores (×2)            | Rolls-Royce Tay 611-8               | Rolls-Royce Tay 611-8               | Rolls-Royce Tay 611-8-C             | Rolls-Royce Tay 611-8-C             |
| Empuje (×2)             | 61,6 kN                             | 61,6 kN                             | 61,6 kN                             | 61,6 kN                             |

## Aeronaves relacionadas

### Desarrollos relacionados
- Gulfstream III
- Gulfstream V
- Gulfstream G500/G550

### Secuencias de designación
- Secuencia C-_ (Aviones de Carga estadounidenses, 1962-presente): ← C-17 - C-18 - C-19 - C-20A-D/F-H - C-21 - C-22 - C-23 →